# Robert Radosz
Robert Radosz, né le 8 juillet 1975 à Sławno, est un coureur cycliste polonais.

## Palmarès
- 2000
  - Bałtyk-Karkonosze Tour
- 2001
  - 3e étape de l'International Course 4 Asy Fiata Autopoland
- 2003
  - 8e étape du Bałtyk-Karkonosze Tour
- 2004
  - 7e étape du Bałtyk-Karkonosze Tour
  - 2e étape de la Course de la Solidarité olympique
  - Mémorial Henryk Łasak
- 2005
  - 4ea étape de Wyścig Dookoła Mazowsza
  - 3e étape de Małopolski Wyścig Górski
  - 4eb étape du Tour de Slovaquie
  - 7e étape du Tour de Bulgarie
- 2006
  - Course de la Solidarité olympique :
    - Classement général
    - 1re étape

  - 3e étape du Małopolski Wyścig Górski
  - 4ea étape du Tour de Bulgarie
- 2007
  - 4e étape de Szlakiem Grodów Piastowskich
  - Tour de Hainan :
    - Classement général
    - 5e et 7e étapes

  - 3e du championnat de Pologne sur route
- 2009
  - 2e du Tour de Mazovie
- 2010
  - 3e du Grand Prix Jasnej Góry
- 2011
  - Bałtyk-Karkonosze Tour :
    - Classement général
    - 5e étape

  - 3e étape du Małopolski Wyścig Górski
  - Dookoła Mazowsza :
    - Classement général
    - 2e étape
- 2012
  - 8e étape du Bałtyk-Karkonosze Tour
  - 3e de la Coupe des Carpates
  - 3e du Bałtyk-Karkonosze Tour
- 2013
  - 4e étape du Dookoła Mazowsza (contre-la-montre par équipes)
  - 2e de Dookoła Mazowsza

## Classements mondiaux
| Année           | 2005 | 2006 | 2007 | 2008 | 2009 | 2010  | 2011 | 2012 | 2013 | 2014 |
| --------------- | ---- | ---- | ---- | ---- | ---- | ----- | ---- | ---- | ---- | ---- |
| UCI Asia Tour   |      |      |      | 7e   |      |       |      |      |      |      |
| UCI Europe Tour | 60e  | 59e  | 157e | 667e | 160e | 1186e | 169e | 416e | 253e | 546e |